# Ósmy plan
Ósmy plan – jedenasty album studyjny polskiej wokalistki Natalii Kukulskiej. Dwupłytowe wydawnictwo ukazało się 23 lutego 2015 roku nakładem wytwórni muzycznej Alternat w dystrybucji Warner Music Poland. 
Na pierwszej płycie znalazło się jedenaście utworów, w tym interpretacja „Zaopiekuj się mną” z repertuaru zespołu Rezerwat. W piosence zaśpiewał gościnnie Krzysztof Zalewski, znany m.in. z występów w zespole Muchy. Natomiast na drugim nośniku znalazły się piosenki zarejestrowane w Alvernia Studios z udziałem Atom String Quartet.
Album dotarł do 32. miejsca polskiej listy przebojów – OLiS.

## Lista utworów
Opracowano na podstawie materiału źródłowego
| Nr  | Tytuł utworu                                        | Słowa                          | Muzyka                                 | Długość |
| --- | --------------------------------------------------- | ------------------------------ | -------------------------------------- | ------- |
| 1.  | „Pióropusz”                                         | Natalia Kukulska               | Natalia Kukulska, Michał Dąbrówka      | 3:43    |
| 2.  | „Miau”                                              | Natalia Kukulska               | Natalia Kukulska, Michał Dąbrówka      | 3:21    |
| 3.  | „Ósmy plan”                                         | Natalia Kukulska               | Natalia Kukulska, Michał Dąbrówka      | 4:53    |
| 4.  | „Na koniec świata”                                  | Natalia Kukulska               | Natalia Kukulska, Michał Dąbrówka      | 6:07    |
| 5.  | „W nosie”                                           | Natalia Kukulska               | Natalia Kukulska, Michał Dąbrówka      | 3:51    |
| 6.  | „Dyspensa”                                          | Natalia Kukulska               | Natalia Kukulska, Michał Dąbrówka      | 4:05    |
| 7.  | „Myśli poczochrane”                                 | Natalia Kukulska               | Natalia Kukulska, Michał Dąbrówka      | 4:38    |
| 8.  | „Chowam się”                                        | Natalia Kukulska               | Natalia Kukulska, Michał Dąbrówka      | 4:21    |
| 9.  | „Zaopiekuj się mną” (gościnnie: Krzysztof Zalewski) | Andrzej Adamiak, Andrzej Senar | Zbigniew Nikodemski, Piotr Mikołajczyk | 4:37    |
| 10. | „So Natural”                                        | b.d.                           | b.d.                                   | 6:15    |
| 11. | „My”                                                | Natalia Kukulska               | Natalia Kukulska, Michał Dąbrówka      | 5:39    |
|     |                                                     |                                |                                        | 51:30   |

| CD 2: Live in Alvernia Studios | CD 2: Live in Alvernia Studios                      | CD 2: Live in Alvernia Studios |
| Nr                             | Tytuł utworu                                        | Długość                        |
| ------------------------------ | --------------------------------------------------- | ------------------------------ |
| 1.                             | „Chowam się” (gościnnie: Atom String Quartet)       | 4:20                           |
| 2.                             | „Miau” (gościnnie: Atom String Quartet)             | 3:11                           |
| 3.                             | „Ósmy plan” (gościnnie: Atom String Quartet)        | 4:59                           |
| 4.                             | „Na koniec świata” (gościnnie: Atom String Quartet) | 6:51                           |
| 5.                             | „Pióropusz” (gościnnie: Atom String Quartet)        | 3:41                           |
| 6.                             | „So Natural” (gościnnie: Atom String Quartet)       | 6:41                           |
| 7.                             | „To jest komiks” (gościnnie: Atom String Quartet)   | 4:27                           |
|                                |                                                     | 34:10                          |